# Carl Gustaf Schröder
Carl Gustaf Schröder, född 1717 i Landvetters prästgård i Göteborgs stift, död 1789, var biskop i Kalmar stift. Han var son till biskopen i Kalmar Herman Schröder och bror till biskopen i Karlstads stift Göran Klas Schröder.

## Biografi
Carl Gustaf Schröder blev lektor i Kalmar 1742 och 1750 kyrkoherde i Högsby socken, 1754 teologie doktor i Greifswald och 1764 biskop i Kalmar stift. Han var under riksdagarna från 1760 till 1778 en av de inflytelserikare medlemmarna av prästeståndet.
I samband med Gustav III:s kröning 1772 fick samtliga biskopar i Sverige nya och mera värdiga ämbetsdräkter. Den biskopskåpa som tilldelades Schröder är den sista som fortfarande används, då biskopen i Växjö stift medverkar i en högmässa i Kalmar domkyrka.